# Claudia Zornoza
Claudia Zornoza Sánchez (Madrid, 20 ottobre 1990) è una calciatrice spagnola, centrocampista offensivo delle Utah Royals.

## Carriera

### Club
Zornoza cresce con la famiglia a San Fernando de Henares, condividendo con il padre e i due fratello fin da giovanissima la passione per il calcio, iniziando l'attività a solo 5 anni, giocando con i ragazzini pari età nelle squadre giovanili miste dovendo subire anche discriminazioni di genere da parte dei maschietti.
ha la sua prima esperienza in Superliga, l'allora denominazione del massimo livello del campionato spagnolo femminile di calcio, venendo aggregata alla prima squadra del Pozuelo neopromossa al campionato 2008-2009, condividendo con le compagne una stagione non all'altezza delle concorrenti e subendo con la sua squadra l'immediata retrocessione in Liga Nacional. Rimane con la società di Pozuelo de Alarcón anche la stagione successiva, con la squadra che ottiene risultati che le consentono di mantenere una posizione di alta classifica, chiudendo la stagione di ritorno in cadetteria al 3º posto.
Nell'estate 2010 coglie l'opportunità di trasferirsi alle campionesse di Spagna in carica del Rayo Vallecano, squadra con la quale ottiene il suo primo trofeo in carriera vincendo il campionato 2010-2011 e con la quale fa il suo esordio in UEFA Women's Champions League in quella stessa stagione il 23 settembre 2010, nell'incontro vinto per 3-0 con le islandesi del Valur.
Rimasta una sola stagione, l'estate successiva Zornoza si trasferisce a un'altra squadra madrilena, l'Atlético Madrid, rimanendo legata alla società per tre stagioni, ottenendo al suo primo campionato della ridenominata Primera División un 6º posto seguito da due 3º posti nei due successivi, marcando complessivamente 76 presenze e siglando 24 reti, mentre in Coppa della Regina il miglior risultato raggiunto sono le semifinali nell'edizione 2013.
Durante la sessione estiva di calciomercato 2014 sottoscrive un accordo con il Valencia, ma alla sua prima stagione con la nuova maglia deve disertare per lungo tempo i terreni di gioco a causa di una lesione al legamento crociato del ginocchio destro durante l'incontro di andata con il Barcellona, saltando così anche la combattuta finale con l'Huelva di Coppa della Regina 2015 persa 2-1. Ristabilitasi e a disposizione del tecnico Cristian Toro per la stagione 2015-2016, ritorna in campo dopo nove mesi, nuovamente alla Ciutat Esportiva Joan Gamper, nella stagione dove aiuta la sua squadra a raggiungere una posizione di media classifica e chiudendo al 6º posto in Primera División. Al suo terzo anno coglie la migliore prestazione in campionato, il 3º posto in Primera División 2016-2017, mentre in Coppa la sua squadra si ferma alle semifinali, così come era successo nell'edizione precedente. Al termine della stagione lascia la società con un tabellino personale di 11 reti segnate su 75 incontri di campionato.
Nell'estate 2017 si trasferisce al Real Sociedad, dove ritrova Cristina Pizarro, già sua compagna al Rayo Vallecano. A disposizione del tecnico Juanjo Arregi, debutta da titolare con la nuova maglia già dalla 1ª giornata di campionato contro la sua ex squadra del Valencia, fiducia che rimane immutata anche quando avviene l’avvicendamento sulla panchina con Gorka Álvarez, andando a rete alla 10ª giornata con il Levante, aprendo le marcatore nell'incontro terminato poi con una rete per parte. Rimasta solo questa stagione con la società di San Sebastián, scende in campo in tutti i 30 incontri di campionato, siglando 7 reti e condividendo con le compagne un campionato da media classifica concluso al 7º posto in Primera División.
Nel successivo calciomercato estivo si trasferisce al Levante, iniziando un sodalizio che la lega alla società per tre stagioni. In questo periodo la sua nuova squadra si conferma tra le più in forma della Primera División, concludendo al 3º posto in campionato per tutte le tre stagioni, risultato che nel campionato 2020-2021, grazie al ranking UEFA della Spagna, consente alla squadra valenciana di accedere alla sua prima Champions League. Zornoza tuttavia, lasciando la società al termine della stagione, ritorna a disputare la Champions femminile dopo il suo trasferimento al Real Madrid, dove è determinante nel passaggio del secondo turno di qualificazione siglando l'unica rete della partita di ritorno con le inglesi del Manchester City.
Il 5 luglio 2021, viene ingaggiata a parametro zero dal Real Madrid, sempre nella massima serie spagnola.
Il 12 luglio 2024, passa a titolo definitivo alle Utah Royals, squadra della National Women's Soccer League, con cui firma un contratto fino al termine della stagione 2025, con opzione per un ulteriore anno.

### Nazionale
Dopo aver indossato la maglia della formazione Under-19, Zornoza riceve la sua prima convocazione con la nazionale maggiore debuttando il 5 marzo 2016 in amichevole a Mogoșoaia, nell'incontro pareggiato per 0-0 con la Romania.

## Palmarès

### Club
- Campionato spagnolo: 1

Rayo Vallecano: 2010-2011

### Nazionale
- Campionato mondiale: 1

2023